# Medal Pamiątkowy za Wojnę 1940–1945
Medal Pamiątkowy za Wojnę 1940–1945 (fr. La Médaille Commémorative de la Guerre 1940–1945, niderl. De Herinneringsmedaille van de Oorlog 1940–1945) – belgijski medal wojskowy nadawany za udział w II wojnie światowej.

## Historia
Medal został ustanowiony w dniu 16 lutego 1946 roku dla nagrodzenia Belgów i cudzoziemców służących od 10 maja 1940 do 7 maja 1945 roku w Siłach Zbrojnych Belgii, członków ruchu oporu, marynarzy marynarki handlowej i floty rybackiej.
W 1952 roku wprowadzono zmiany w dekrecie o ustanowieniu medalu, wprowadzając nowy system okuć zawieszanych na wstążce.

## Zasady nadawania
Medal nadawany był członkom Sił Zbrojnych Belgii, członkom ruchu oporu oraz marynarzom marynarki handlowej i rybackiej, którzy od dnia 10 maja 1940 do 7 maja 1945 roku uczestniczyli w II wojnie światowej. 
W zależności od sposobu uczestnictwa medal posiadał różne okucia:
- skrzyżowane szable z brązu – uczestnicy walk obronnych w maju 1940 roku, od 1952 roku także członkowie ruchu oporu
- małe krzyże pokryte czerwoną emalią – uczestnicy ranni w czasie walk, liczba w zależności od ilości przypadków
- skrzyżowane kotwice z brązu – marynarze marynarki handlowej i floty rybackiej
- skrzyżowane błyskawice z brązu – agenci służb specjalnych i wywiadu
- okrągły znak z wizerunkiem lwa – wyróżnieni w rozkazie o ile za swój czyn nie otrzymał Krzyża Wojennego, liczba w zależności od ilości wyróżnień
- prostokąt o szer. 2 mm z brązu – jeńcy wojenni, za każde 12 miesięcy pobytu w obozie
- mała gwiazda z brązu – żołnierze wojsk kolonialnych
- korona z brązu – ochotnicy służący w siłach zbrojnych

W 1952 roku system okuć dla medalu zmieniono, wprowadzając dla żołnierzy dodatkowo tarcze w kształcie elipsy z brązu z napisami z miejscami udziału w walkach:
- France 1944 – walki na terenie Francji w 1944 roku
- Pays-Bas 1944-1945 – walki na terenie Holandii w latach 1944–1945
- Ardennes 1944-1945 – walki w Ardenach
- Allemagne 1944-1945 – walki na terenie Niemiec w latach 1944–1945
- Tchecoslovaquie 1945 – walki na terenie Czechosłowacji w 1945 roku.

## Opis odznaki
Odznakę medalu stanowi okrągły medal o średnicy 38 mm wykonany ze brązu.
Na awersie wzdłuż krawędzi znajduje się wieniec z liści laurowych. W środku umieszczona jest litera V, wewnątrz której znajduje się głowa lwa. Po bokach litery daty 1940 i 1945.
Na rewersie wzdłuż krawędzi znajduje się wieniec z liści laurowych. W środku jest okręg z napisami w języku francuskim MEDAILLE COMMEMORATIVE DE LA GUERRE i flamandzkim HERINNERINGSMEDAILLE VAN DE OORLOG (pol. Medal Pamiątkowy za Wojnę) oraz daty 1940 – 1945.
Medal zawieszony jest na wstążce szer. 38 mm koloru żółtego z boku wąskie paski czarny, biały, czarny.  Na wstążce umieszczano emblematy opisane wyżej. W zależności od podstawy nadania medalu.
Na wstążce umieszczano także paski z nazwami bitew w której uczestniczył nagrodzony, lecz paski te nie były oficjalnie usankcjonowane.